# Gabrieli (famiglia)

Stemma Gabrieli

La famiglia Gabrieli (Gabriel) è una famiglia patrizia di Venezia. Si tratta del ramo veneziano della casata dei Gabrielli, originaria di Gubbio, che venne integrata nella nobiltà, tra le Case Nuove, al momento della chiusura (serrata) del Maggior Consiglio (1297), e che rimase nel patriziato fino alla fine della Repubblica di Venezia nel 1797. È conosciuta anche e indifferentemente sotto i nomi Gabrielli (in italiano letterario) o Gabriel (in dialetto veneziano).
Nel 1506 la famiglia ereditò i feudi dei Mauruzi da Tolentino nei Domini di Terraferma, venendo riconosciuta dal Senato veneto con i titoli di Conte di Aviano, San Polo e San Giorgio.

## Esponenti illustri
- Gabriele Gabrieli (?-1471), vescovo di Modone (1432-1448)
- Lorenzo Gabrieli (?-1512), vescovo di Bergamo (1484-1512)
- Trifone Gabriel (1470-1519), umanista e vescovo
- Andrea Gabrieli (1533-1585), compositore[2]
- Giovanni Gabrieli (1557-1612), compositore[3]
- Giacomo Gabrieli (1619-1686) comandò una galea nella Battaglia dei Dardanelli (1656) e successivamente fu Luogotenente Generale della Patria del Friuli
- Alvise Maria Gabrieli (?-1785), vescovo di Famagosta (1758-1761) e di Vicenza (1779-1785)
- Giannantonio Gabrieli (1722-1803), segretario dell'ambasciata a Londra e a Roma, poi ambasciatore a Torino, Milano e Napoli, fu l'ultimo Cancelliere Grande della Serenissima
- Angelo Maria Gabrieli (1732-1805), fece parte del Consiglio dei Dieci e fu Inquisitore di Stato alla caduta della Repubblica; fu arrestato per ordine di Napoleone per aver resistito all'invasore francese; era l'ultimo della sua famiglia.

Nel corso dei secoli, diversi membri della famiglia ricoprirono cariche pubbliche nello Stato da Màr: Angelo e Andrea furono duchi di Candia rispettivamente nel 1280-1282 e nel 1496-1498; Bertuccio, Andrea, Anzolo, Alvise e Pietro furono conti e rettori di Cattaro nel 1469-1472, 1586-1588, 1640-1641, 1648-1650 e 1659-1660; Zaccaria, Angelo e Lancillotto Maria furono baili di Corfù nel 1602-1604, 1612-1614 e 1624-1626.

## Arma
D'oro, alla fascia scaccata d'azzurro e d'oro di tre file.

## Galleria d'immagini

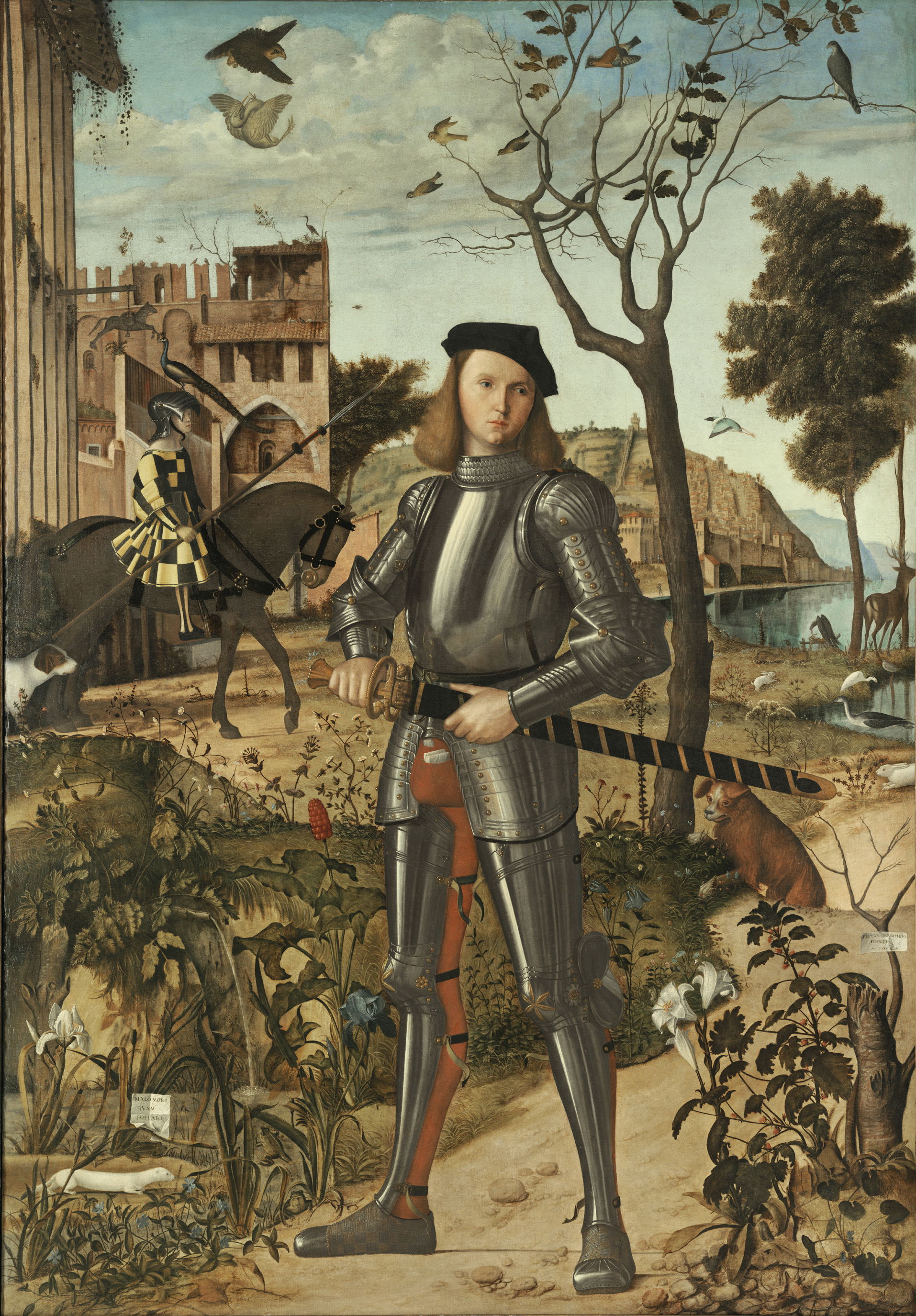
Vittore Carpaccio, Ritratto di cavaliere, forse Marco Gabrieli, museo Thyssen-Bornemisza Madrid.
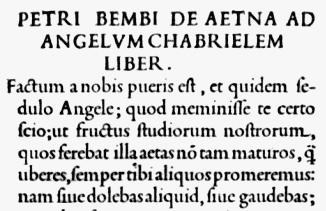
L'incipit di De Aetna, con dedica di Pietro Bembo a Angelo Gabrieli.
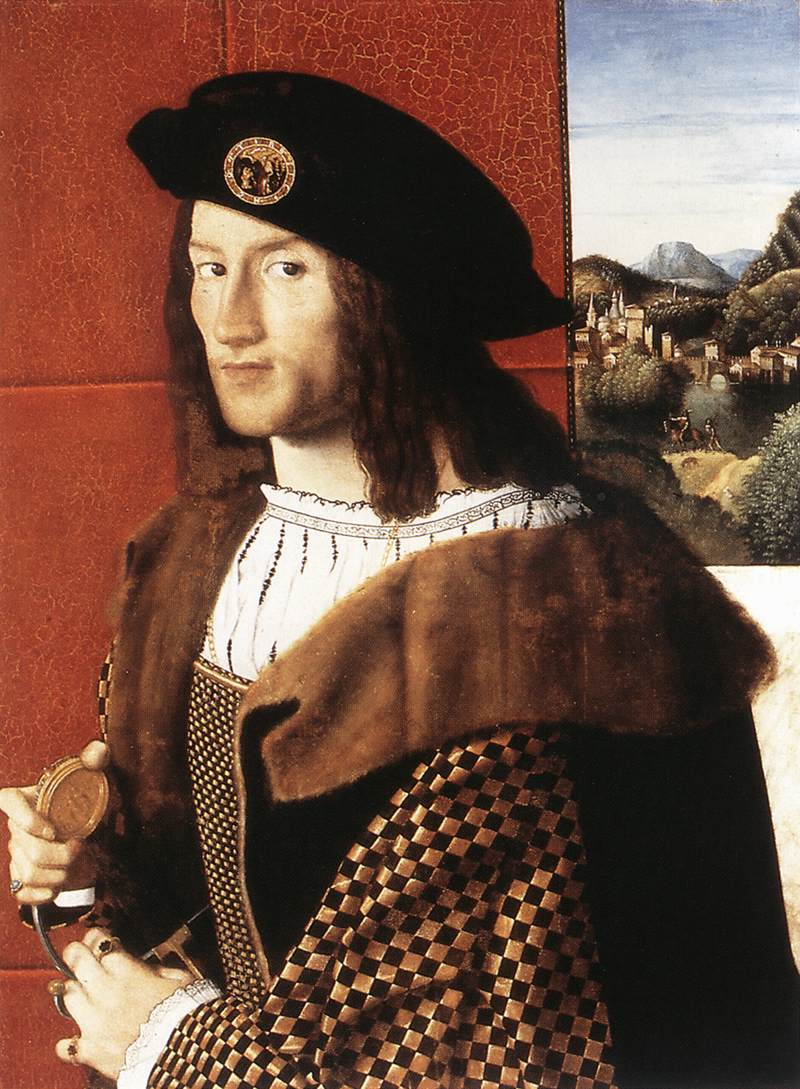
Bartolomeo Veneto, presunto ritratti di Angelo Gabrieli.
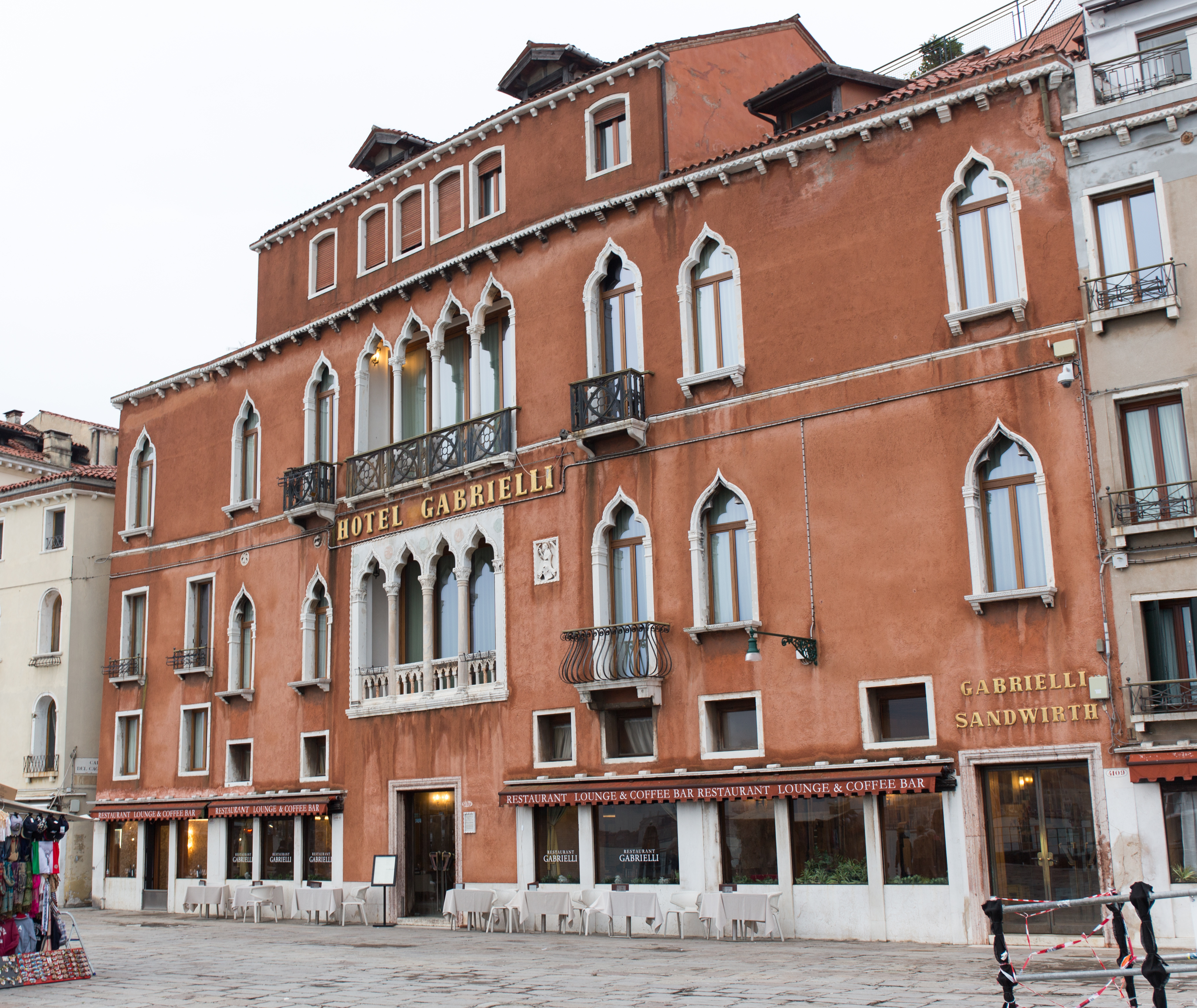
Palazzo di famiglia sulla Riva degli Schiavoni diventato un hotel.
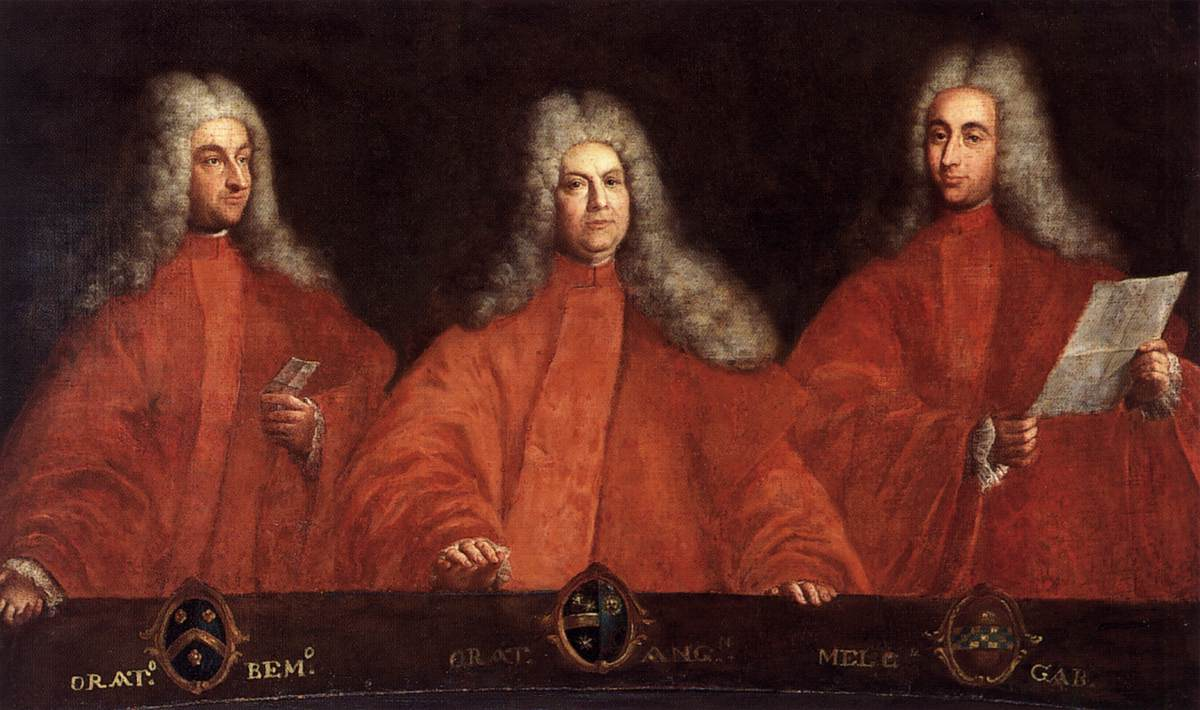
Melchiorre Gabrieli (a destra) e altri due Avogadori, 1715, Pietro Uberti, Palazzo Ducale (Venezia).
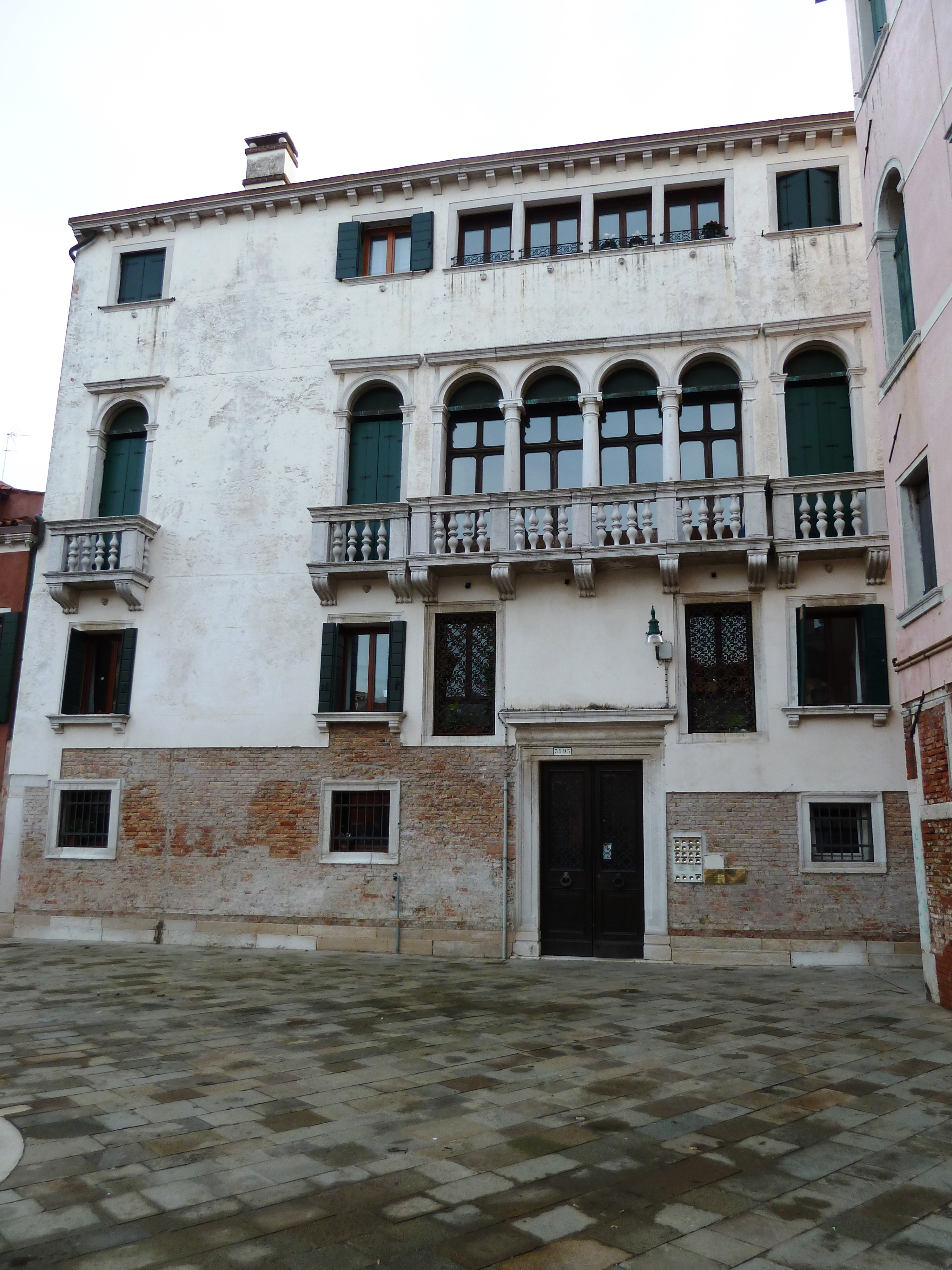
Palazzo Gabrieli Dolfin à Dorsoduro.